# يوهان فابر
يوهان فابر (بالألمانية: Johann Fabri)‏ هو كاتب ألماني، ولد في 1478 في لويتكيرش إم آلغوي في ألمانيا، وتوفي في 21 مايو 1541 في بادن في النمسا.